# Камачарі — Алагоас (етиленопровід)
Камачарі – Алагоас (етиленопровід) – трубопровід на сході Бразилії, котрий пов’язує два нафтохімічні майданчики у штатах Баїя та Алагоас.
З 1979 року на південній околиці міста Масейо (столиця штату Алагоас) діє виробництво дихлориду етилену, котрий отримують шляхом реакції хлору та етилену. Останній з 1981-го частково постачався розташованим у цьому ж штаті заводом дегідратації етанолу, котрий спершу мав потужність у 60 тисяч тонн, збільшену в 1984 та 1990 роках до 85 та 100 тисяч тонн відповідно. Втім, це лише частково покривало потреби та змушувало доправляти етилен морським шляхом із штату Баїя, де в Камачарі з 1978-го діяла установка парового крекінгу.
В кінці 1980-х між Камачарі та алагоаським майданчиком проклали етиленопровід довжиною 475 км, виконаний в діаметрі 200 мм. Перекачування по ньому в об’ємах до 30 тонн на годину забезпечує встановлена у Камачарі насосна станція, суміщена із розрахованим на зберігання 15 тисяч тонн сховищем етилену.
З 1992-го, після закриття заводу дегідрації через зростання цін на етанол, трубопровід став забезпечувати всі потреби майданчику. На останньому з 1989-го частину дихлориду етилену перетворюють на мономер вінілхлориду, а той в свою чергу полімеризують у полівінілхлорид. Станом на другу половину 2010-х в Алагоасі  може вироблятись 520 тисяч тонн дихлориду етилену та 460 тисяч тонн полівінілхлориду.